# Childe Hassam
Frederick Childe Hassam (Dorchester, 17 ottobre 1859 – East Hampton, 27 agosto 1935) è stato un pittore impressionista statunitense.

## Biografia

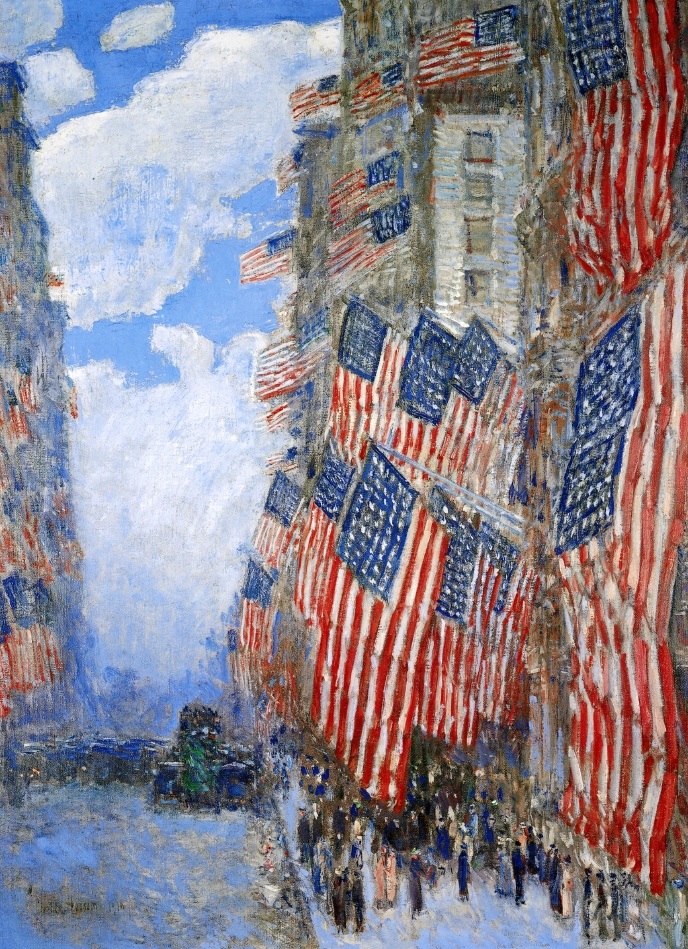
Il 4 luglio 1916

Conosciuto fin da giovane con il solo nome di Childe, lasciò gli studi prima di conseguire un diploma e iniziò a lavorare come intagliatore. Frequentò un corso di disegno al Lowell Institute, divisione del MIT, e divenne membro del Boston Art Club. La sua carriera artistica iniziò con le attività di illustratore e pittore d'acquarello.
Dal 1882 Hassam organizzò le sue prime mostre pubbliche, dapprima assieme ad altri artisti, poi presentando solo le sue opere. Esordì alla William and Everett Gallery di Boston. L'anno seguente fu convinto dalla scrittrice, ed amica, Celia Thaxter, a rinunciare al suo primo nome, rimanendo conosciuto unicamente come "Childe Hassam".
Come completamento degli studi artistici già compiuti, Hassam si recò a Parigi nel 1886, per seguire corsi di pittura e disegno di figure umane all'Académie Julian, dove furono suoi maestri Gustave Boulanger e Jules Joseph Lefebvre. Tuttavia in seguito definirà "superflui" gli insegnamenti ricevuti: fu invece maggiormente influenzato dalle gallerie e dai musei che poté visitare nella città, negli anni della fioritura dell'Impressionismo.
Nel 1889 tornò in America per stabilirsi a New York City.  Divenne presto amico degli artisti Julian Alden Weir e John Henry Twachtman, incontrati presso l'"American Watercolor Society".  Hassam ritrasse con gioia la lieve atmosfera cittadina di New York, che preferiva di gran lunga alla capitale francese. Si spostò spesso presso la casa della Thaxter sull'isola di Appledore, nel Maine, dove dipingeva paesaggi estivi; cercò soggetti anche in varie altre città e stati americani.
Hassam è noto in particolare per la "serie delle bandiere", realizzata in età già matura. Si tratta di un insieme di circa 30 quadri che Hassam iniziò a fare nel 1916 ispiratogli dalla parata, nella V Avenue di New York, dei volontari in partenza per la prima guerra mondiale.

Di tali opere la più famosa è "Bandiere sotto la pioggia", poiché fa parte della collezione della Casa Bianca ed è presente nello Studio Ovale del Presidente.
Hassam dipinse scene di genere, figure umane, ritratti, nudi, interni, giardini, paesaggi verdi, paesaggi urbani, marine assolate, esterni sotto la neve e nature morte. Lavorò con l'olio, le tempere, gli acquarelli, i pastelli e fu anche incisore, disegnatore e illustratore.
Nel 1919 comprò una casa ad East Hampton, New York, dove nel 1935, all'età di 75 anni, si spense.

## Premi
- Esposizione Universale del 1889, medaglia di bronzo
- Esposizione d'arte internazionale di Monaco del 1892, medaglia d'oro.

## Musei
- Metropolitan Museum of Art, New York
- Oakland Museum of California, Oakland
- Biblioteca del Congresso, Washington

## Galleria d'immagini

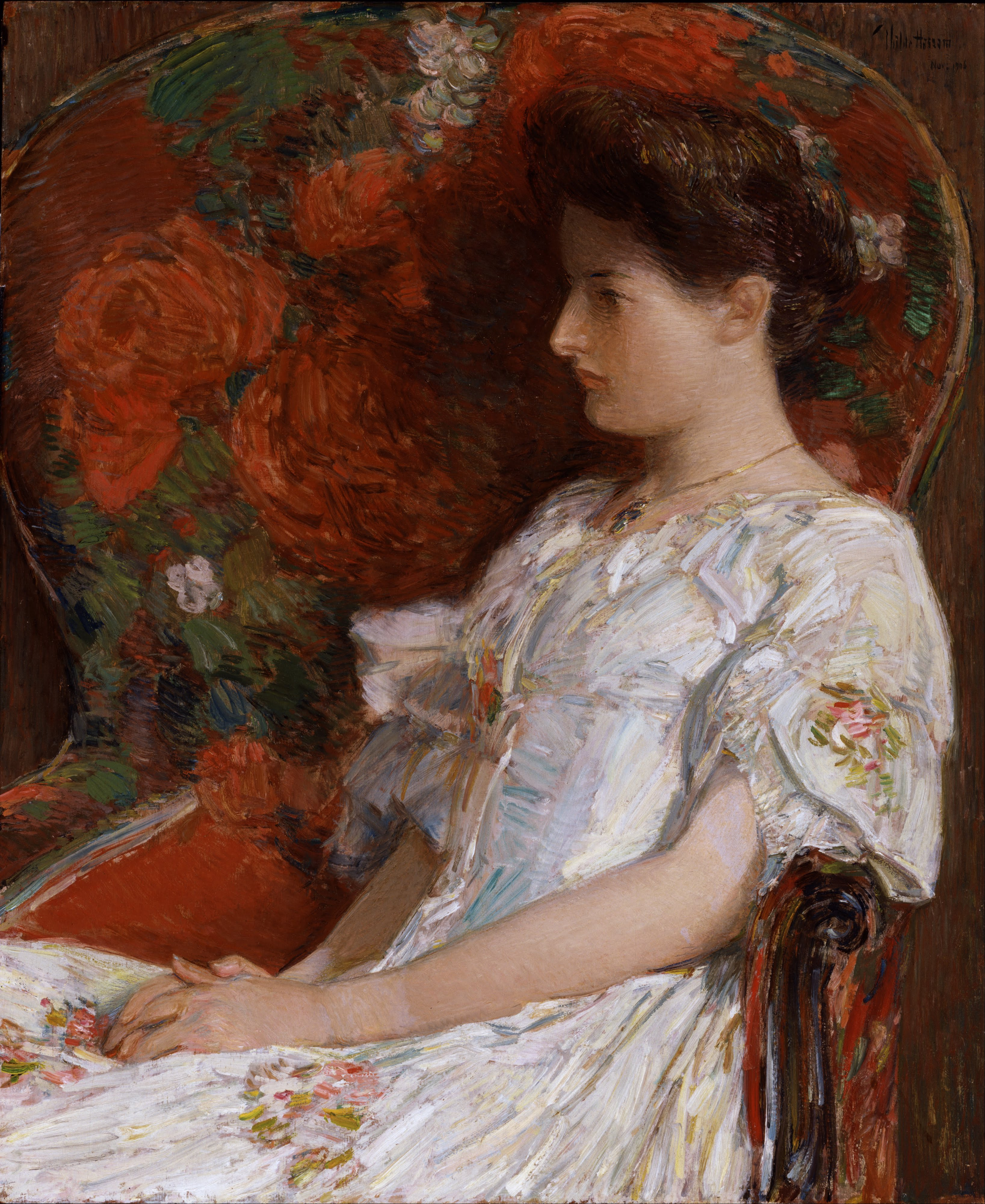
La sedia vittoriana
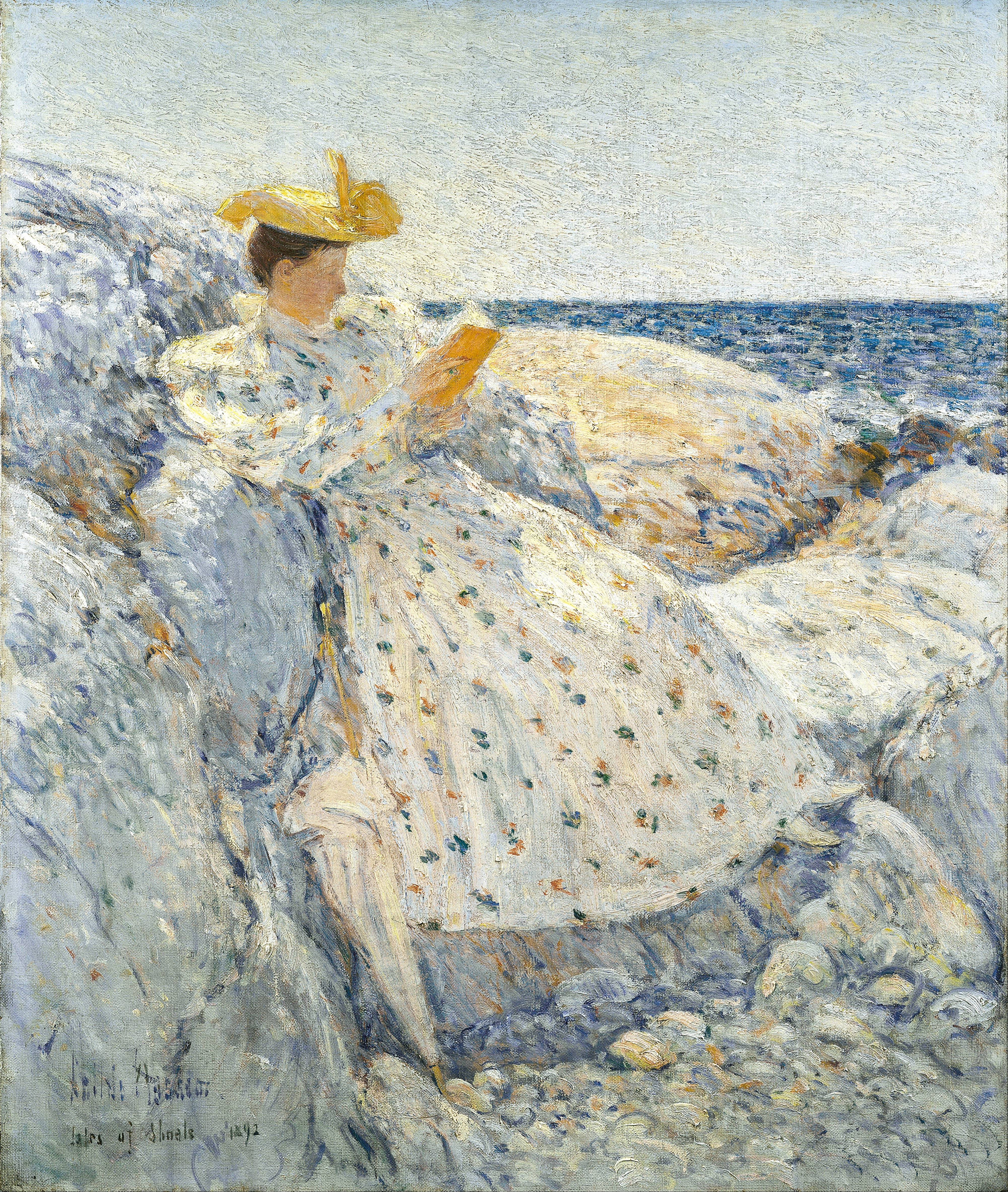
Sole estivo (Le isole Shoals)
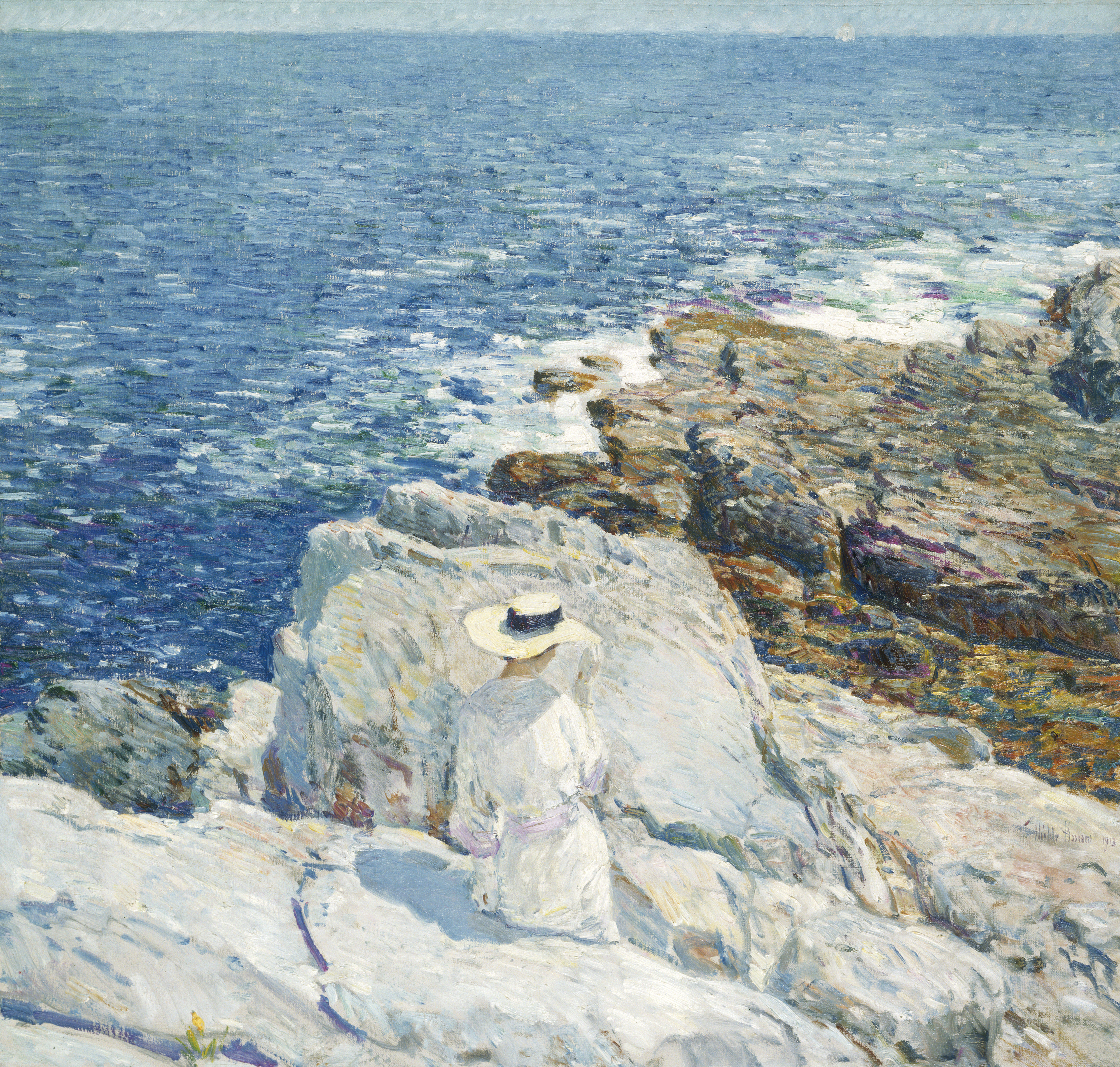
La scogliera a sud
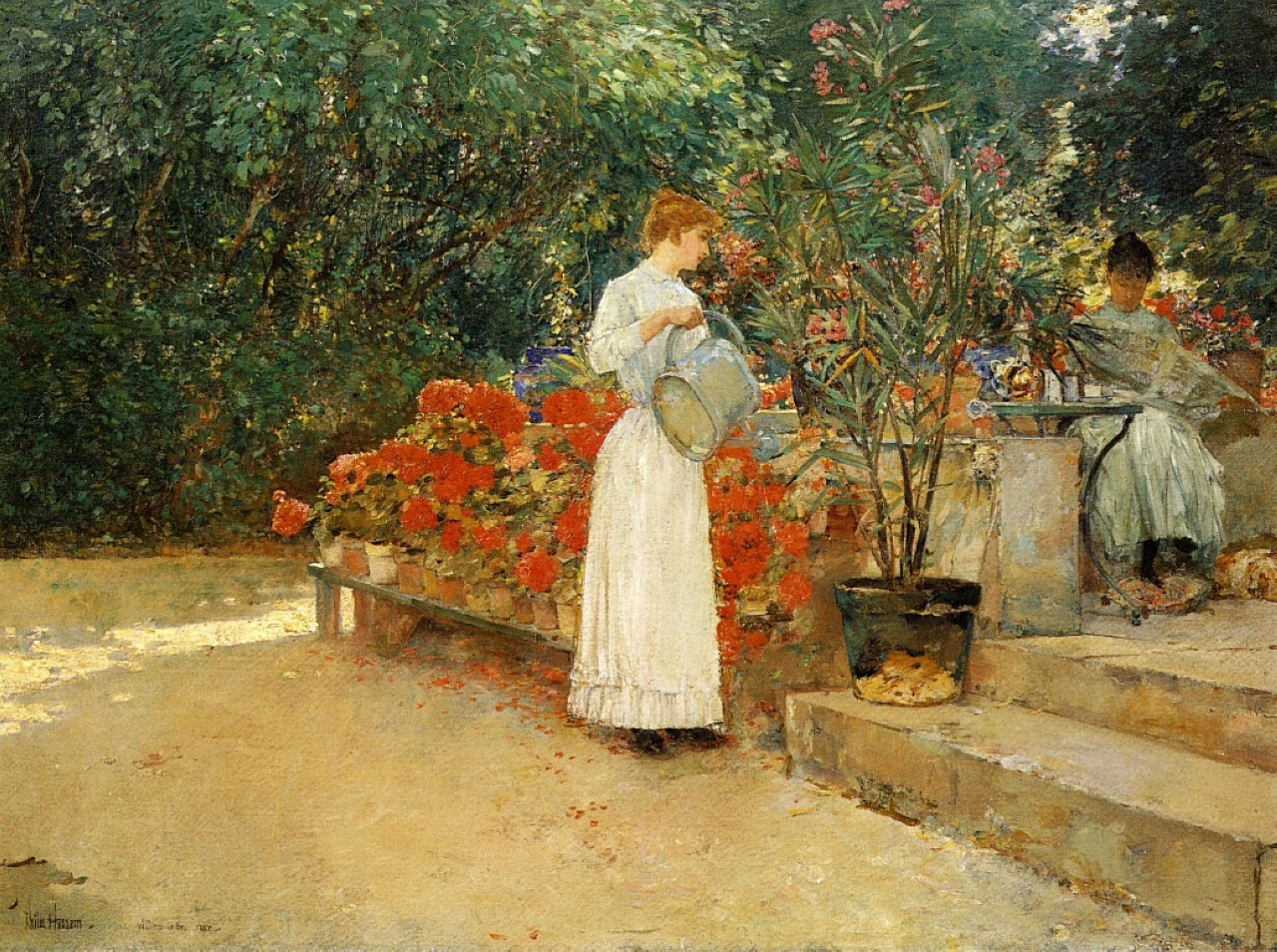
Lili in giardino
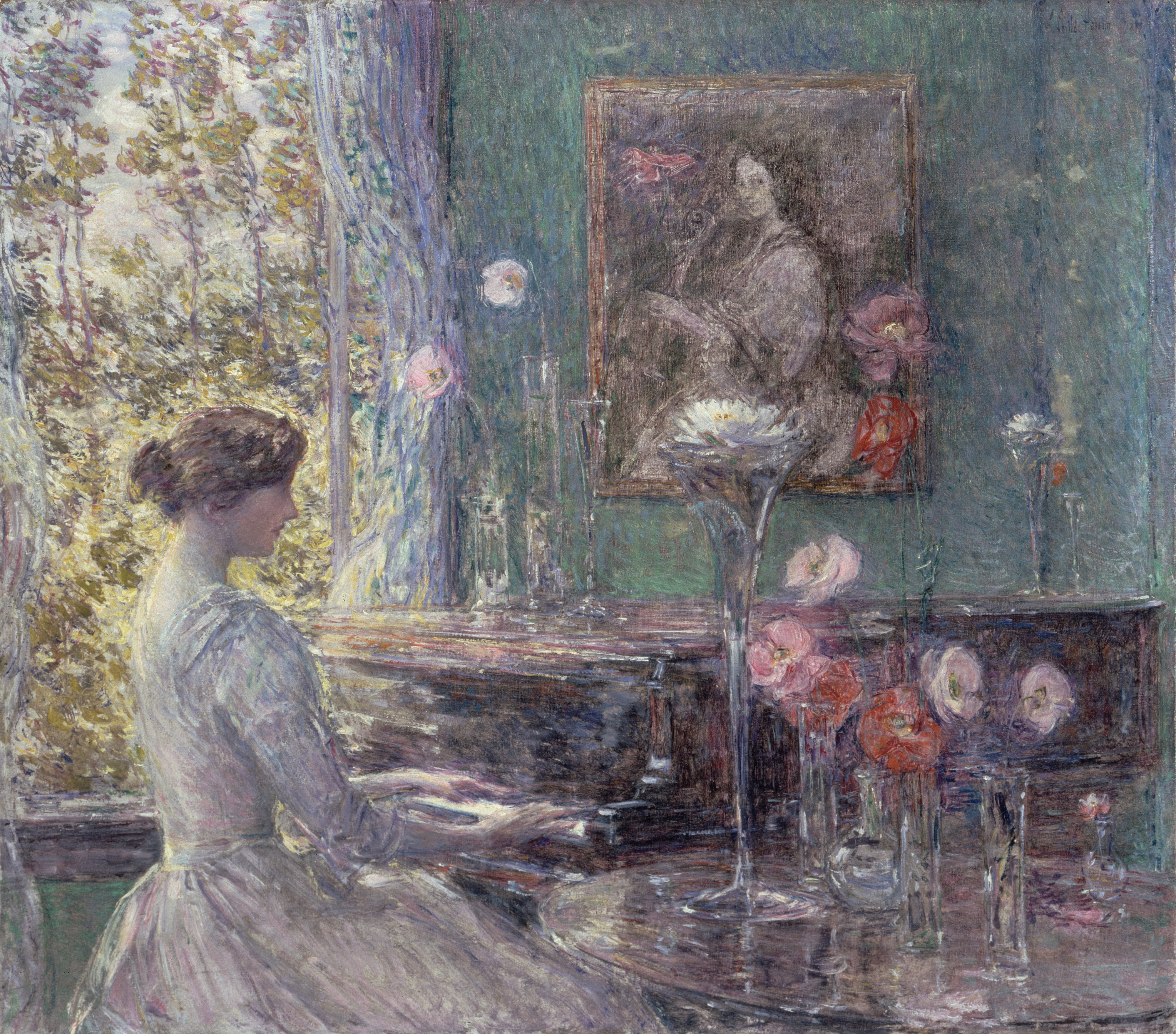
Improvvisazione
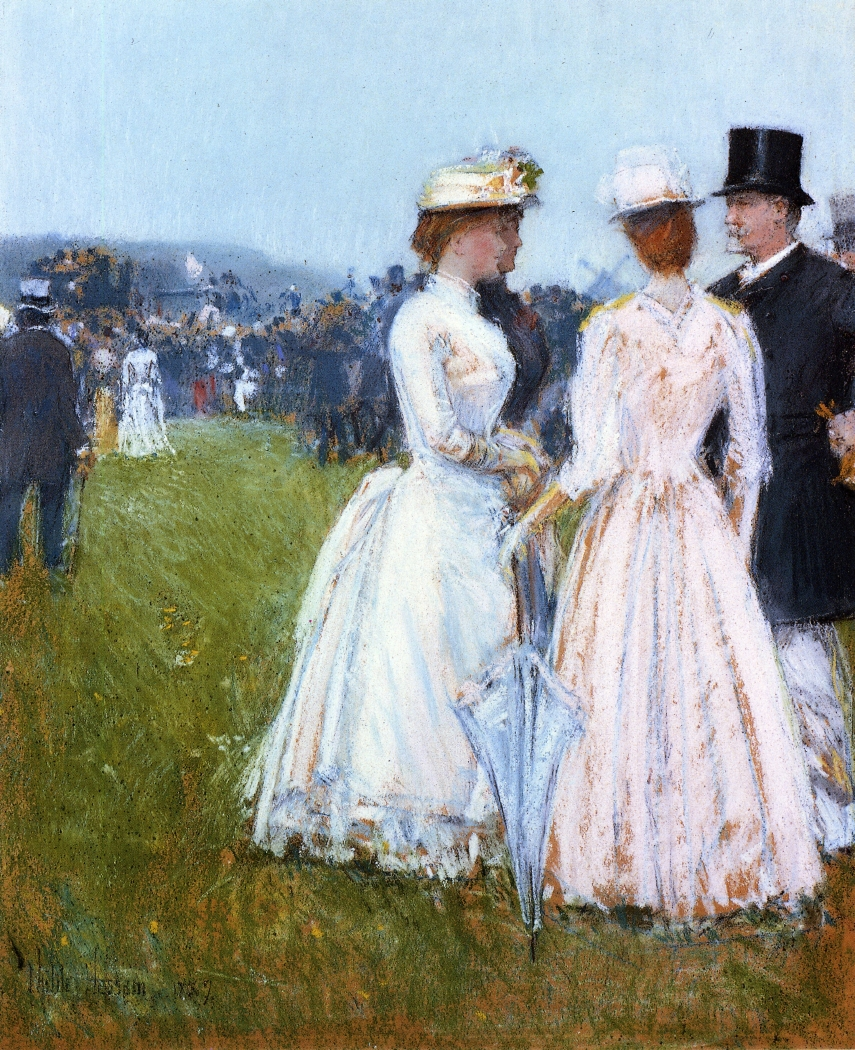
Al Gran Premio
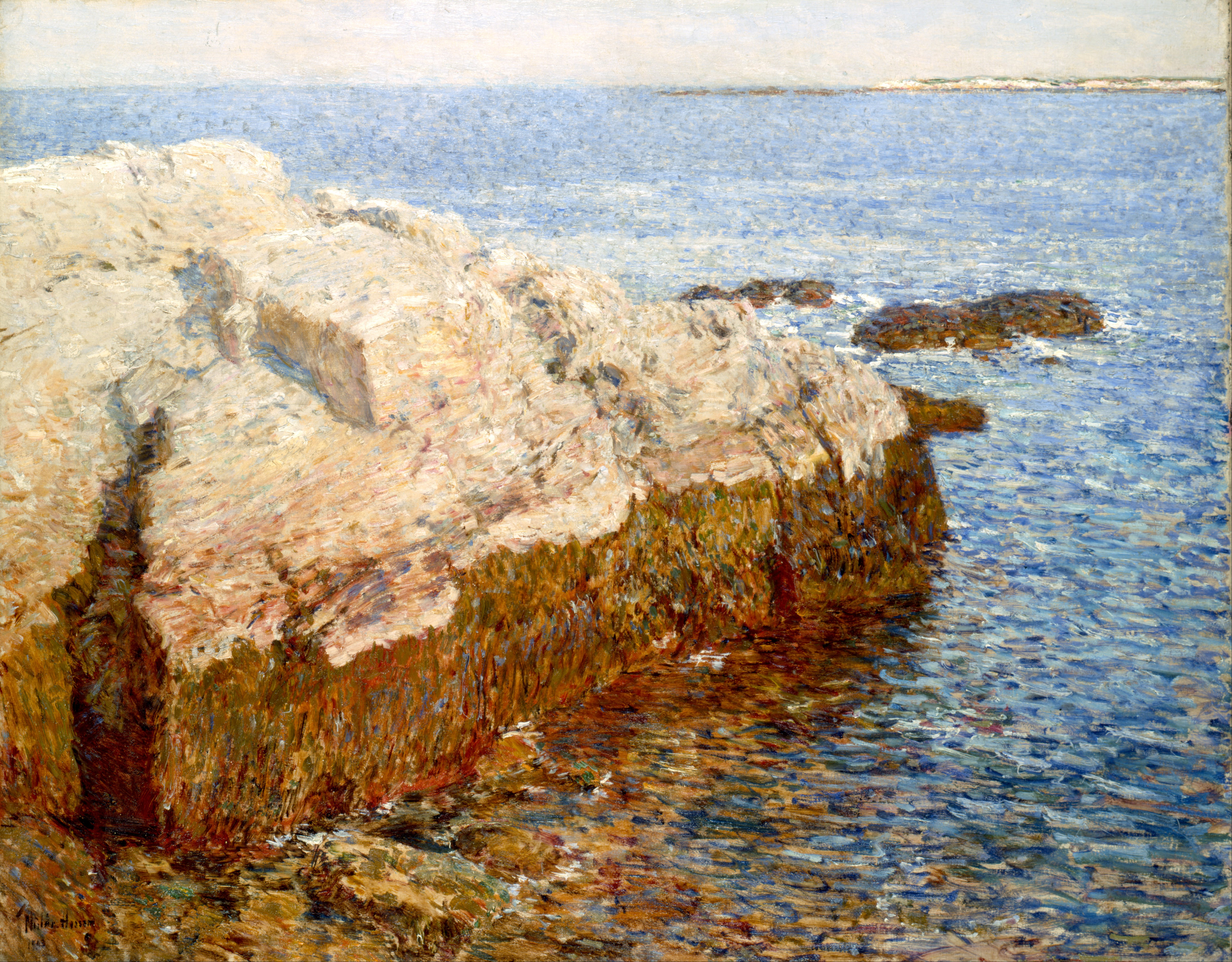
Cliff Rock
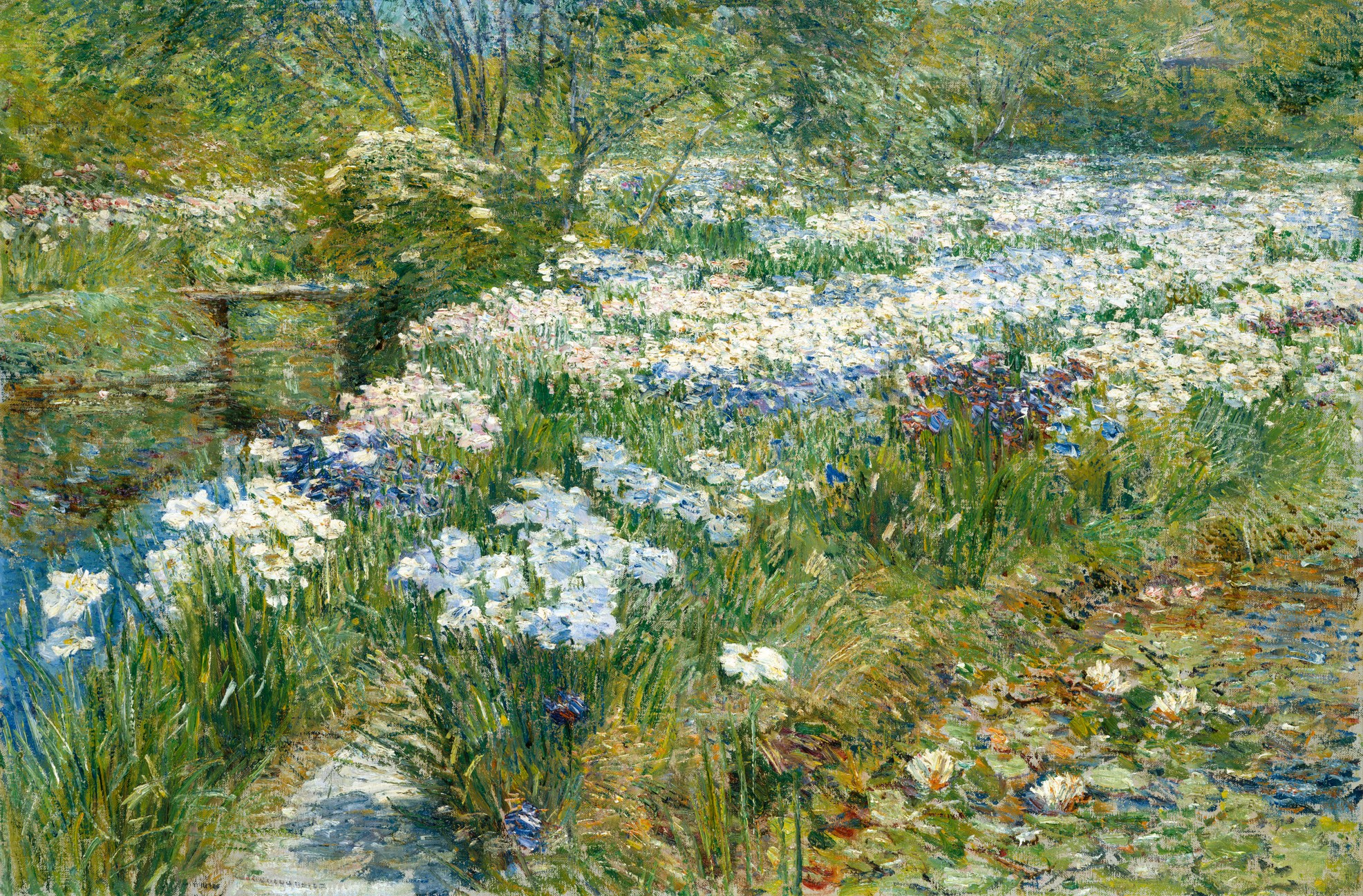
Il giardino acquatico
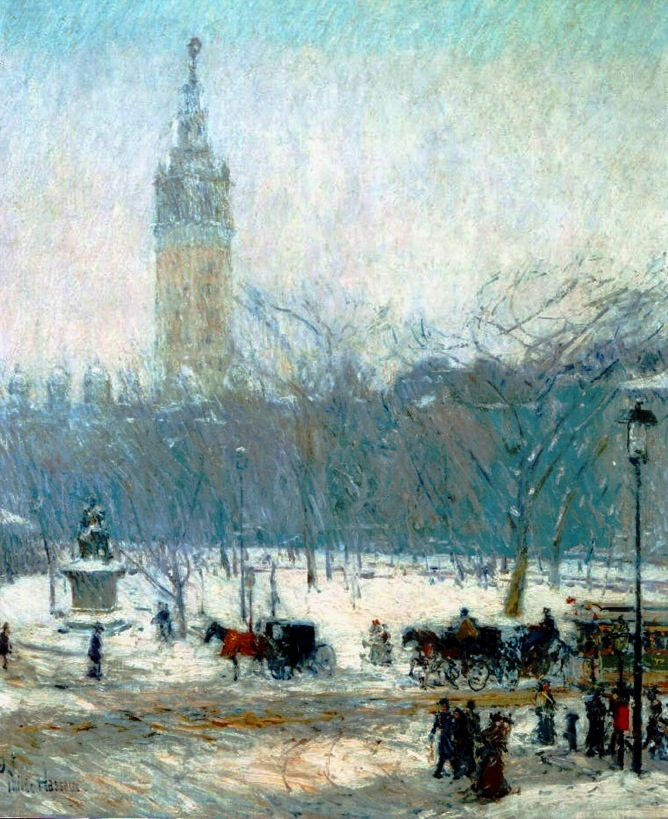
Neve a Madison Square
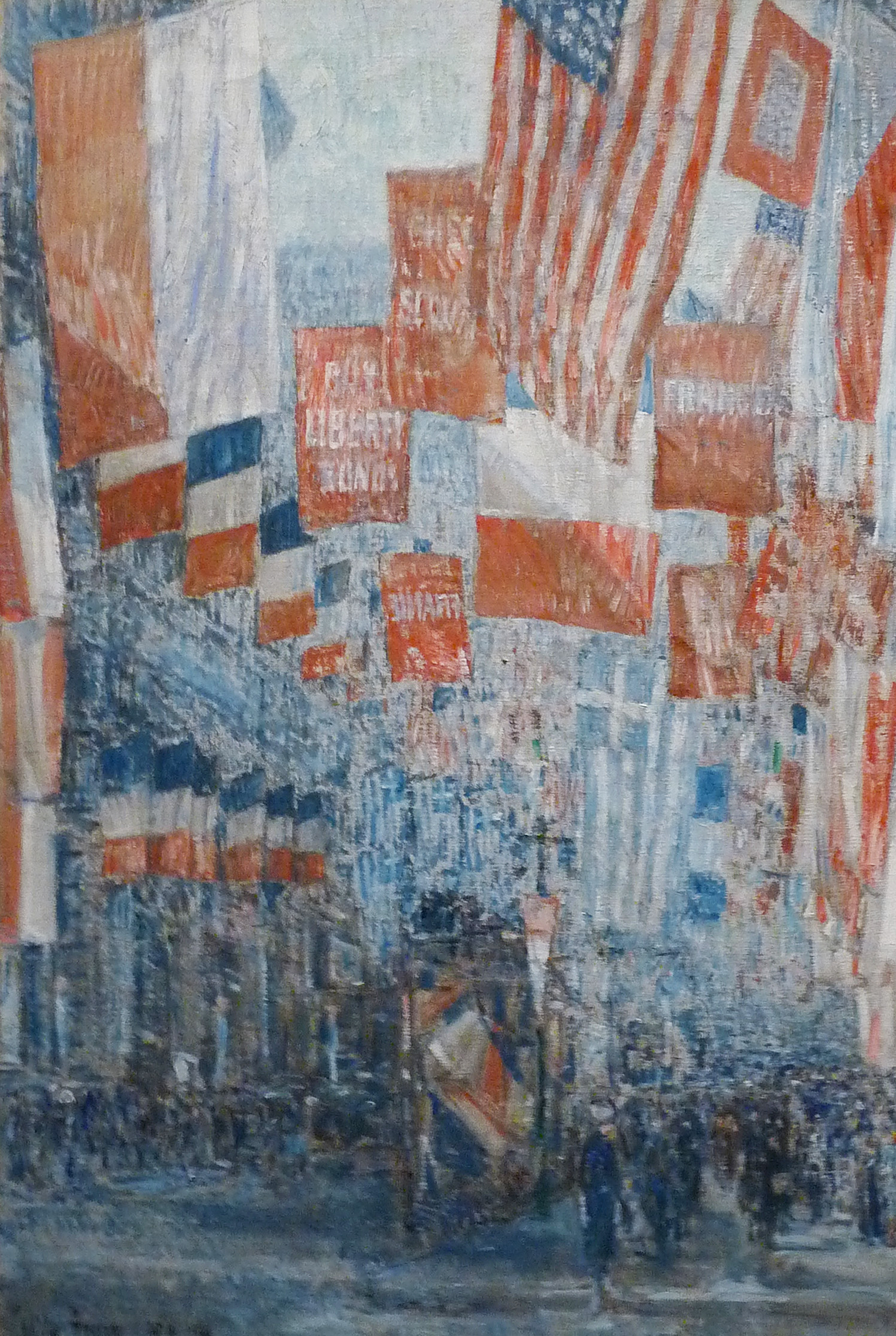
La V Avenue degli Alleati, 1917
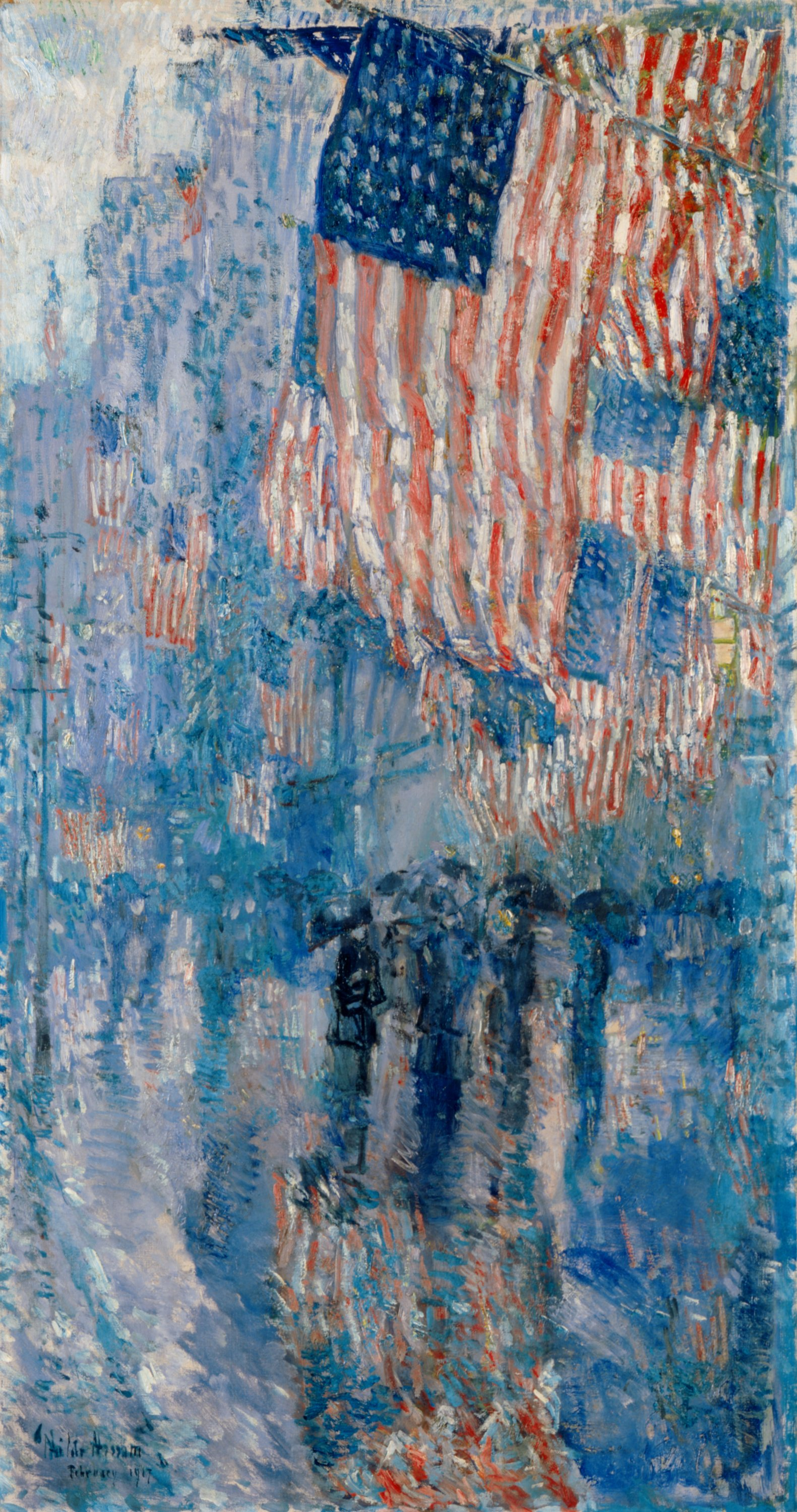
Bandiere sotto la pioggia